# Латвійський культурний канон
Культурний канон Латвії — це колекція найбільш видатних творів мистецтва та культури Латвії. Він включає роботи в семи галузях культури: архітектурі та дизайні, кіно, літературі, музиці, виконавському мистецтві, народних традиціях, образотворчому мистецтві. В даний час канон Міністерства культури Латвії включає 99 культурних цінностей Латвії, і планується доповнити його. Робота над каноном розпочалася наприкінці 2007 року на чолі з директором Національного художнього музею Латвії Марас Лач. Окрема робоча група працювала над вибором цінностей для кожного сектору культури. Як приклад використовувались канони інших країн — Данський культурний канон та Нідерландський культурний канон. Канон отримав визнання як навчальний матеріал і, водночас, був розкритикований через відсутність методології вибору та «недемократичний підхід» до його створення.

## Включені культурні цінності
Архітектура і дизайн

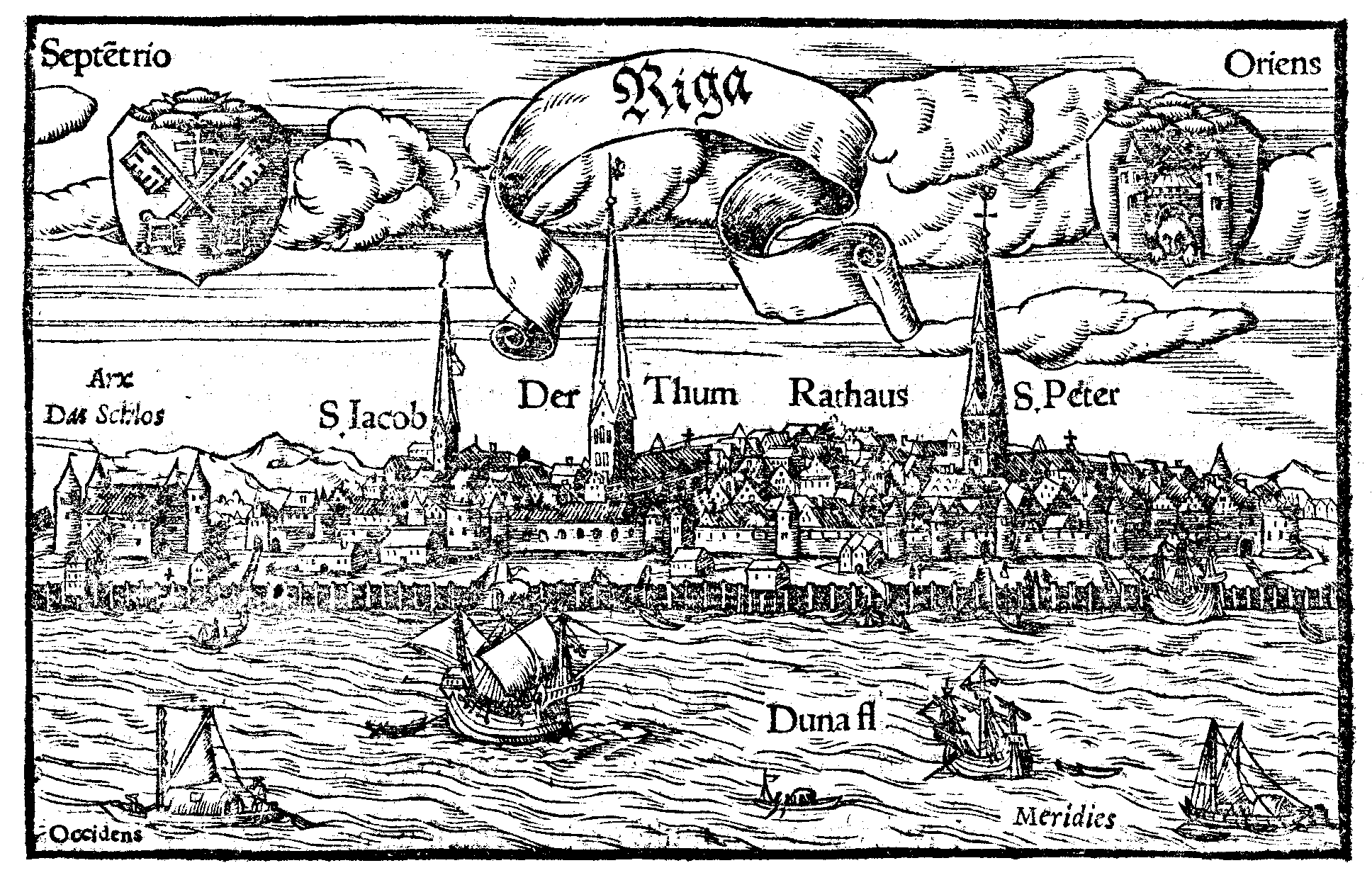
Рижські силуети 1575 роки

- Латвійський хутір та його елементи 16-21 ст.
- Силует Старого міста 13 — 21 ст.
- Рундальський палац 1736—1740, 1763—1768
- Кристоф Хаберланд 1750—1803
- Рейнгольд Шмелінг 1840—1917
- Гімназія Атиса Кениньша у Ризі, вул. Тербатас 15/17 1905
- Колекція дерев'яних будівель в Ризі (Кіпсала, вулиці Калнциема та Мурниеку) з 18 по 21 ст.
- Концертний зал Дзинтарі 1936—2008
- Меморіал Саласпілс 1967
- Театр Дайлес 1959—1976
- Андріс Кронбергс (1951)
- Гунарс Біркертс (1925—2017)
- Етнографічні сидіння «стулпіньш» 17-21 ст.
- Інтер'єр залу акредитації Ризького замку 1923—1929
- Фотоапарат «Мінокс» 1936—1937
- Мопед «Рига 12» ХХ ст: 1970-х — на початку
- Латвійські плакати 70-80-х років 20 століття
- Латвійські гроші

### Фільм
- «Лачплесіс» (1930)
- «Білі дзвінки» (1961)
- «Блукаючий болотом» (1966)
- «Дихайте глибоко…» («Чотири білі сорочки», 1967)
- «У тіні смерті» (1971)
- «Афера Цепліса» (1972)
- «Яблуко в річці» (1974)
- «На десять хвилин старіше» (1978)
- «Соколик» (1978)
- «Лімузин кольору білої ночі» (1981)
- «Чи легко бути молодим?» (1986)
- «Поперечна вулиця» (1988)

### Музика
- Емілс Дарзіньш (1875—1910) «Меланхолічний вальс» для симфонічного оркестру (1904)
- Люція Гарута (1902—1977) «Бог, ваша земля згорає!» — кантата для тенора, баритона, хору та органу (1943)
- Яніс Іванов (1906—1983) Симфонія (1933—1983)
- Юрян Андрій Андрійович (1856—1922) "Дує, вітри " — пісня для змішаного хору (1884)
- Сольні пісні Альфреда Кальниньша (1879—1951) (1900—1949)
- Імантс Калниньш (1941) «Четверта симфонія» (1973)
- Яніс Мединьш (1890—1966) опера «Вогонь і ніч» (1913—1919)
- Еміліс Мелнгайліс (1874—1954) «Янов вечір» — пісня для змішаного хору (1926)
- Йоганн Готфрід Мютель (1728—1788)
- Раймонд Паулс (1936) Пісні
- Петеріс Васкс (1946) «Musica dolorosa» для струнного оркестру (1983)
- Язепс Вітолс (1863—1948) «Замок Світла» — балада для змішаного хору (1899)

### Виконавське мистецтво
- Театр Едуардса Смільгіса Дайле з 1920 по 1960 рік
- Національний театр на чолі з Альфредом Яунушанс
- (Латвійський національний театр ім. А. Л. Упіша) з 1967 по 1981 роки
- Молодіжний театр Адольфа Шапіро ХХ століття 60-ті та 80-ті роки
- Алвіс Германіс Новий Ризький театр з 1993 року
- Постановочний спектакль Олексія Мерєука «Rain and Night» в Новому Ризькому театрі в 1911 році
- Петра Чак «Грай, грай» Святого Петра Петерсона в 1972 році в Молодіжному театрі
- Виступ Генріка Ібсена «Бренд» Арнолдса Лініньша в театрі Daile в 1975 році
- Олегет Кродєр і його театр думок у 20-му столітті. У другій половині 1960-х і початку 70-х років
- Петро Петерсон та його театр поезії у 20-му столітті. 60-70 років
- Мара Шімеле та її психоаналітичний театр
- Антра Лієдскалниня — один з найяскравіших акторів у життєвому процесі в Латвії
- Ульдіс Пуцитіс — один з найвидатніших представників типу живих діячів Латвії
- «Ризька пантоміма» на чолі з Робертом Лігером у 20 столітті. Наприкінці 60-х — 70-х років
- Творчий внесок Олени Танжієв-Бірзніце в латиській галузі балетного мистецтва
- Олександр Лембергс і латвійський балет ХХ століття 60-80-ті роки

### Народні традиції
- Латвійські пісні

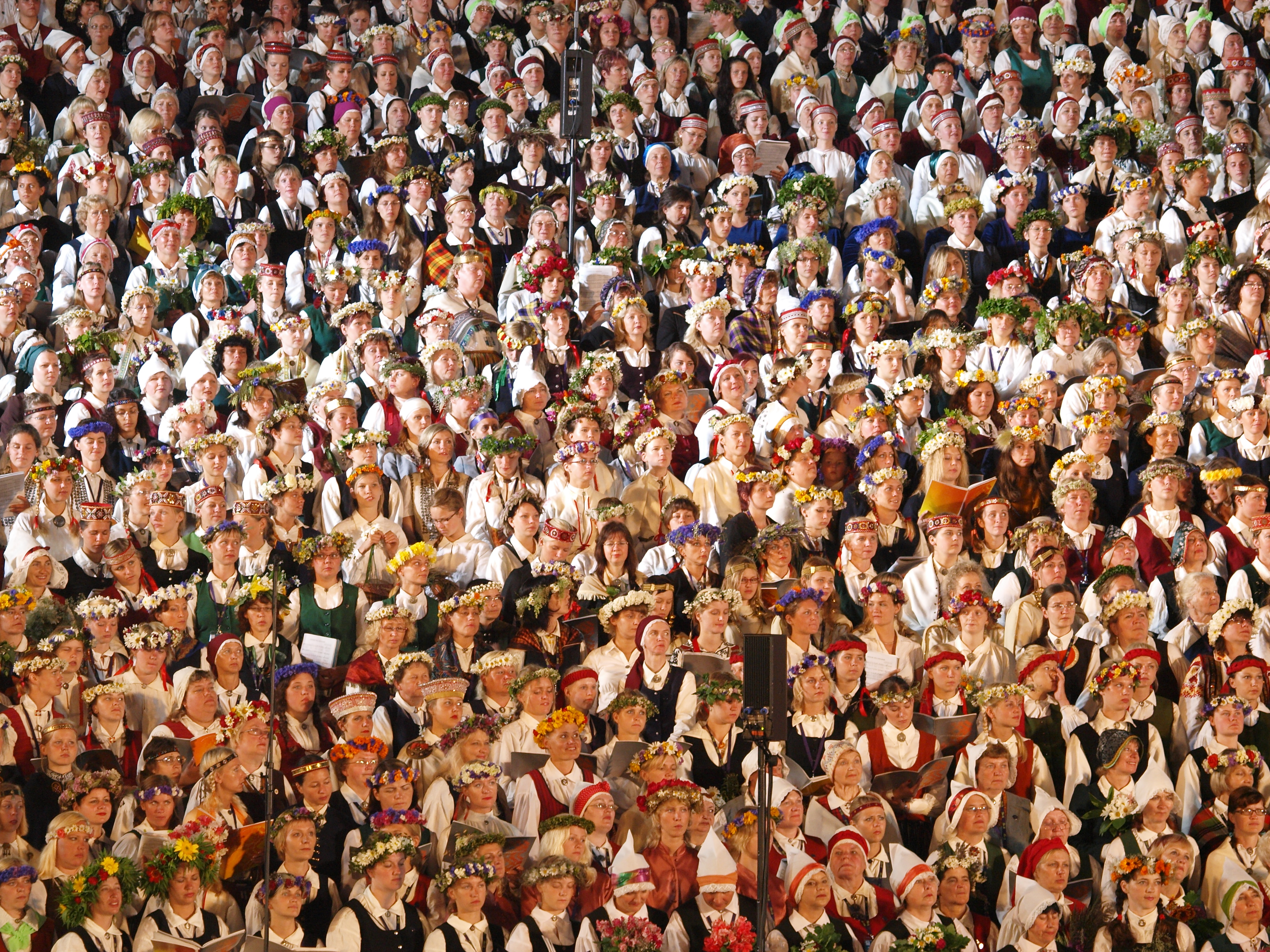
Натовп фестивалю пісні

- Відтворення пісень у багатоцільових буксирах
- Шеф-кухарі та обман
- Популярний костюм
- Пояс Lielvārde
- Фестиваль пісень
- Хліб житній
- Латгальська кераміка
- Джонс
- Традиція догляду за гробницями
- Можуть співати на хресті і компенсувати мертвих в Латгалії і Селії
- Культурний простір Суїті
- Лівська традиційна культура

### Образотворче мистецтво
- Ніколаус Сефренс молодший (1662—1710) Лієпая церква Св. Анни Вівтар (1697)
- Яніс Розенталс (1866—1916) «Після церковної служби (від Церкви)» (1894)
- Вільгельм Пурвіт (1872—1945) Пейзажі: «Джерельна вода (Maestoso)» (~ 1910), «Зима» (~ 1908), «Весна (Ziedonis)» (1933—1934)
- Йоган Вальтерс (1869—1932) « Хлопчики, що купаються» (~ 1900)
- Яніс Яунсудрабіньш (1877—1962) Ілюстрації для «Білої книги» Яніса Яунсудрабіна (1914)
- Яків Казак (1895—1920) «Біженці» (1917)
- Язепс Гросвальдс (1891—1920) Робота лучників (1916—1917)
- Теодор Заккалнс (1876—1972), Сидяча мама (1916—1923)
- Карліс Зале (1888—1942) Монументальна скульптура: Ансамбль братського кладовища (1924—1936) і Монумент Свободи (1931—1935)
- Baltars Порцеляна (1925—1928)
- Ніклавс Струнке (1894—1966) «Людина, що входить до кімнати» (1927)
- Гедертс Еліас (1887—1975) «Про криницю» (~ 1935)
- Карліс Падегс (1911—1940) серія «Червоний сміх» (1930—1931)
- Боріс Берзіньш (1930—2002) «Художник і модель» (1985)
- Еґонс Спуріс (1931—1990) Цикл «Ризькі райони кінця 19 століття, початок 20-го століття». 70-80 роки

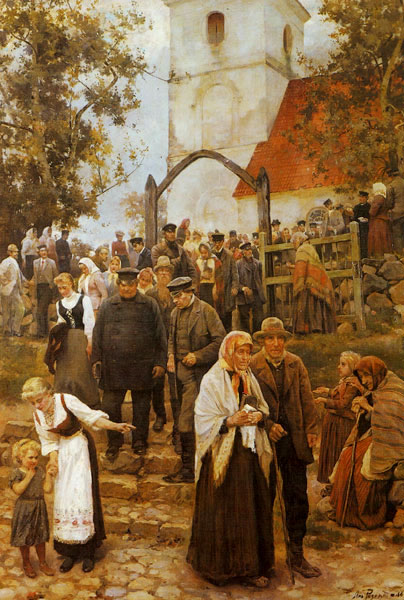
Яніс Розенталс "Після поклоніння (від церкви)" (1894)
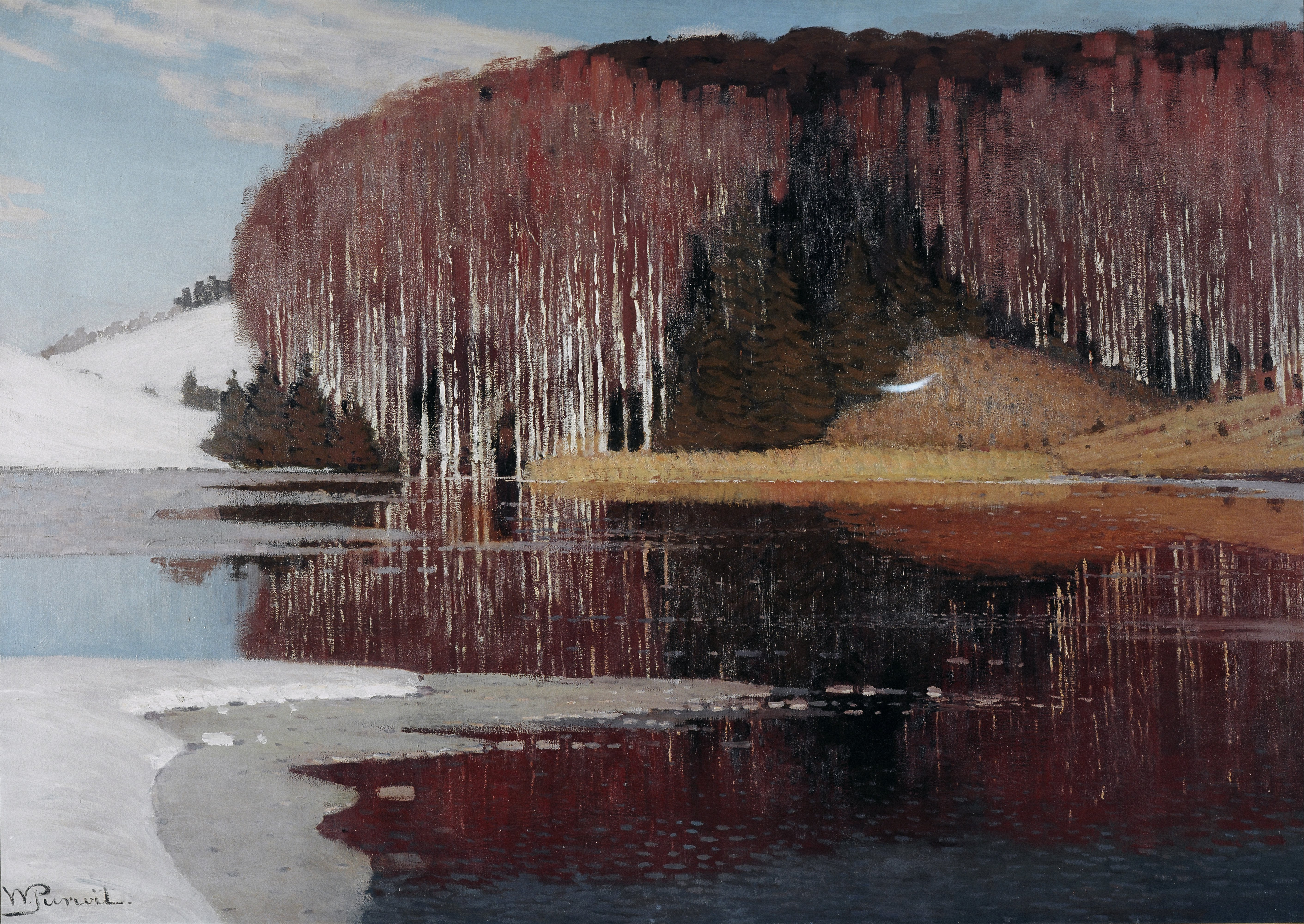
Вільхельмс Пурвітіс "Весняні води (Maestoso)" (~ 1910)
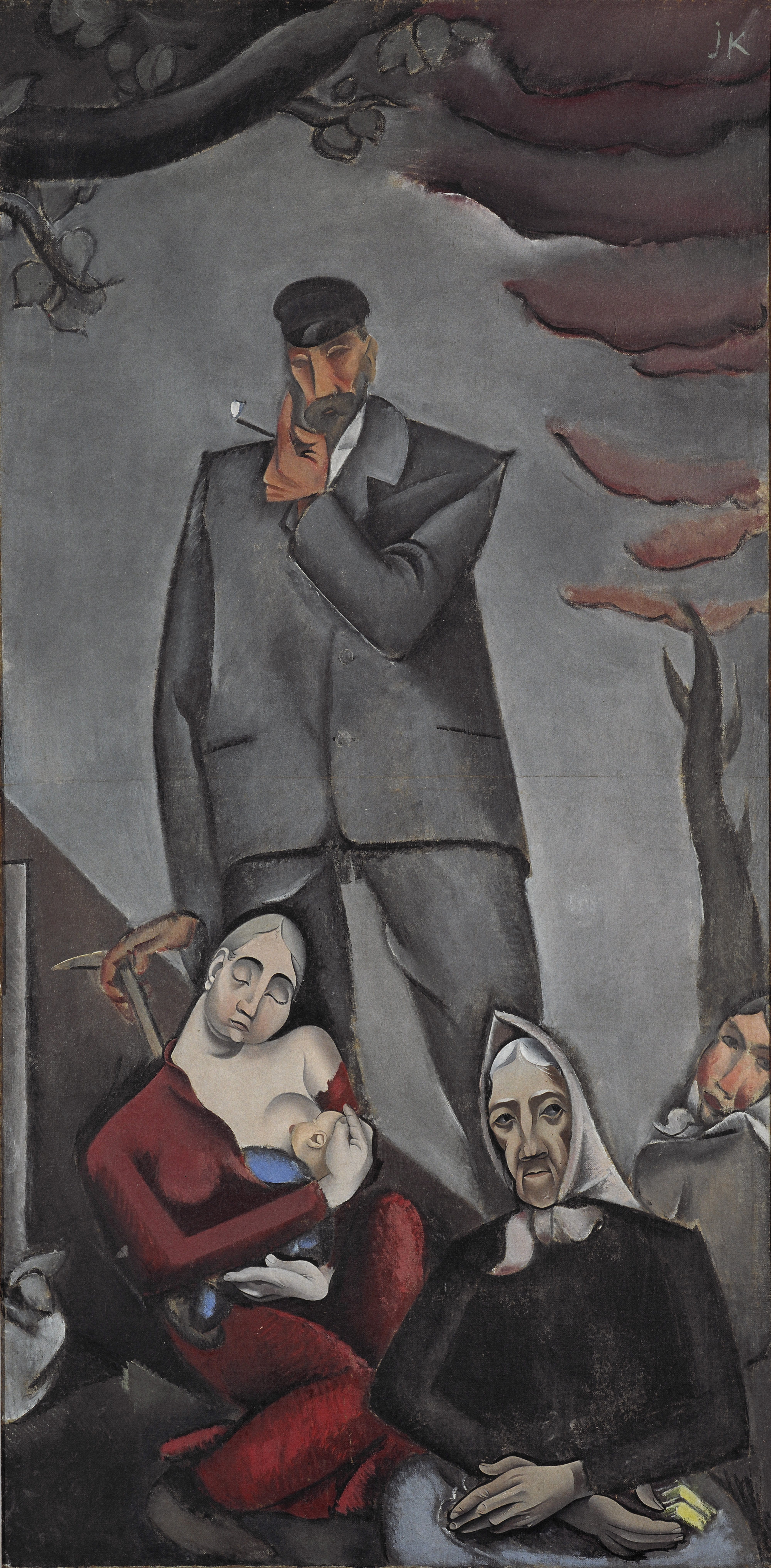
Якабс Казакс "Біженці" (1917 р.)
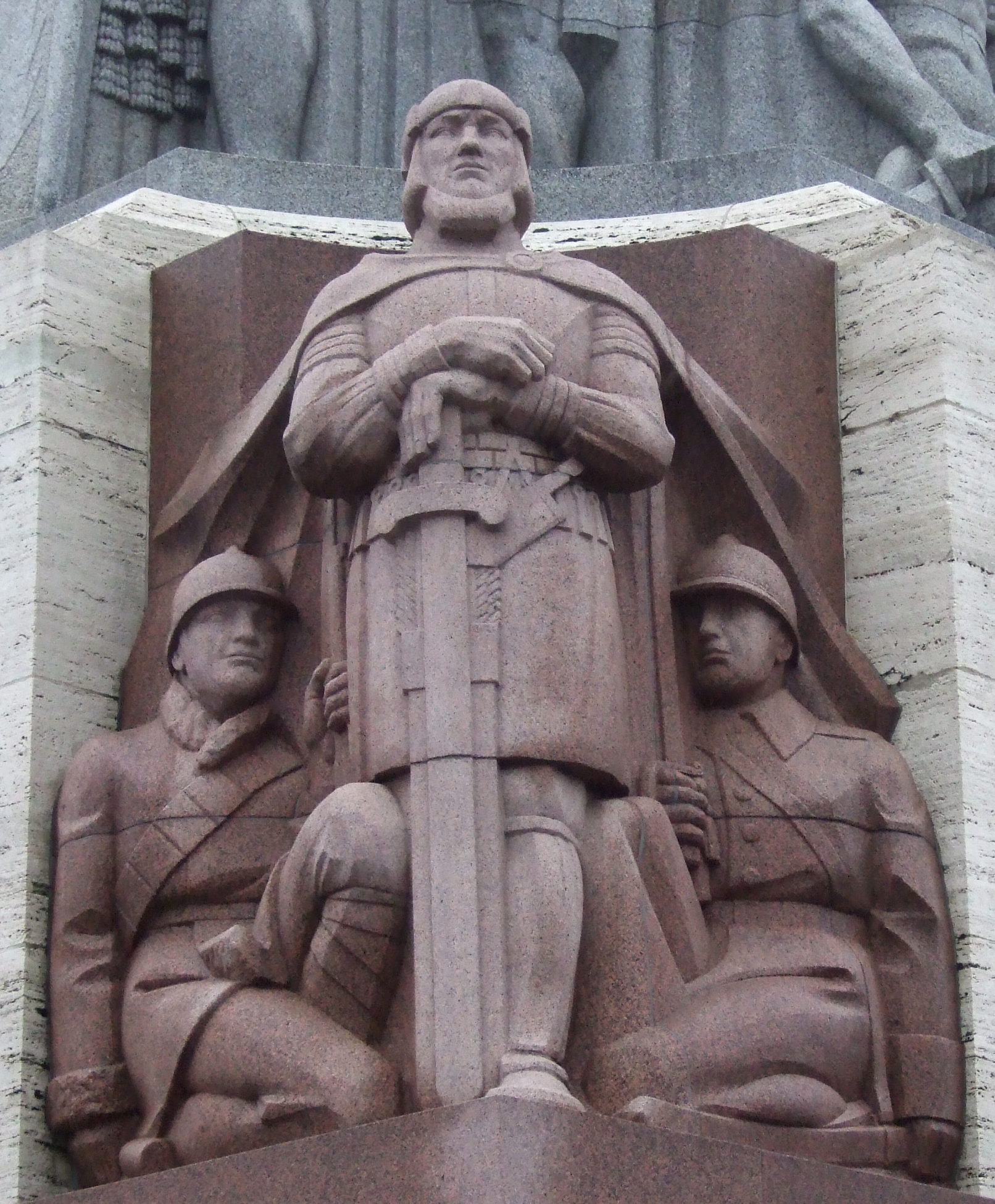
Карліс Зале, фрагмент пам'ятника свободи "Патріотична гвардія"